# 시노그나투스
시노그나투스(Sinognathus)는 중국에서 발견된 트라이아스기 중기에 살았던 키노돈트 중 하나이다. 현재 유일한 종은 시노그나투스 그라실리스(Sinognathus gracilis)이다.